# شهرستان مرودشت
شهرستان مرودشت یکی از شهرستان‌های استان فارس ایران است. از نظر جمعیت دومین شهرستان استان فارس می‌باشد و مرکز این شهرستان، شهر مرودشت است. تخت جمشید و نقش رستم نیز که از مهم‌ترین مناطق گردشگری باستانی دنیا می‌باشند در ۵ کیلومتری شرق این شهرستان واقع شده‌اند.

## رتبه در استان
جمعیت این شهرستان طبق سرشماری سال ۱۳۹۵، برابر با ۳۲۳٬۴۳۴ تن بوده است. بیش تر مردم این شهرستان از قوم فارس هستند. همچنین لرها ساکن بخش کامفیروز شمالی و جنوبی می‌باشند.
لیست ۱۰ بخش پرجمعیت استان فارس که در آینده شهرستان خواهند شد.
| ردیف | بخش                             | شهرستان   | جمعیت سال ۱۳۹۵ |
| ---- | ------------------------------- | --------- | -------------- |
| ۱    | بخش درودزن                      | مرودشت    | ۳۷٬۸۲۶         |
| ۲    | بخش جره و بالاده                | کازرون    | ۳۵٬۵۲۴         |
| ۳    | بخش سیدان                       | مرودشت    | ۳۲٬۸۵۰         |
| ۴    | بخش کامفیروز+بخش کامفیروز شمالی | مرودشت    | ۳۱٬۲۹۴         |
| ۵    | بخش ششده و قره بلاغ             | فسا       | ۳۰۷۰۲          |
| ۶    | بخش جنت                         | داراب     | ۲۹٬۸۵۲         |
| ۷    | بخش شیبکوه                      | فسا       | ۲۶٬۹۱۹         |
| ۸    | بخش جویم                        | لارستان   | ۲۵٬۰۸۱         |
| ۹    | بخش میمند                       | فیروزآباد | ۲۴٬۸۸۵         |
| ۱۰   | بخش فورگ                        | داراب     | ۲۲٬۱۳۸         |

## تاریخ و جغرافیا
شهرستان مرودشت در شمال شیراز واقع شده و آب و هوای آن در نواحی کوهستانی سردسیر و در سایرنواحی معتدل است. کاوش‌های علمی تاریخی نشانگر آن است که هزاران سال پیش از آنکه داریوش تپه سنگی را بر دامان کوه رحمت برای احداث کاخ‌های خود انتخاب کند، اقوام متمدن در دشت وسیع مرودشت می‌زیسته‌اند. ویرانه‌های شهر باستانی استخر و تخت جمشید بخشی از تاریخ این شهر را به نمایش می‌گذارند.
پتروشیمی شیراز یکی از نزدیکترین و بزرگ‌ترین بخش‌های صنعتی اقتصادی است که در ۴ کیلومتری این شهرستان قرارگرفته که علی‌رغم رونق اقتصادی خوب از نظر تولید آلودگی زیست‌محیطی زیان زیادی را به شهروندان این منطقه وارد نموده است.
رودخانه کر که از مارگون سپیدان و سرحد اقلید سرچشمه می‌گیرد از ورودی این شهر عبور می‌کند که البته پتروشیمی آب آن را تا حد زیادی آلوده نموده که نتایج آلودگی کاملاً مشهود است.
تولیدات کشاورزی جلگه مرودشت عبارتند از گندم و جو که به صورت آبی و دیم کشت می‌شود، برنج در مناطقی که آب به اندازه کافی دارد و چغندر قند که محصول آن به کارخانه قند مرودشت فروخته می‌شود. علاوه بر این، پنبه، ذرت، یونجه، سیب‌زمینی و کشت جالیز تا حدودی رایج است.
یکی از مناطق مهم کشاورزی کشور بخش رامجرد می‌باشد که بیشترین تولیدکننده گندم در استان فارس مربوط به این قسمت می‌باشد. شهرهای فاروق و سیدان نیز از جمله مناطق سرسبز و دیدنی و همچنین قطب‌های مهم اقتصادی به دلیل وجود باغ‌های انار و میوه و همچنین محصولات مرغوب کشاورزی است. علاوه بر این، در بخش سیدان کارخانجات صنایع غذایی فراوانی وجود دارد.

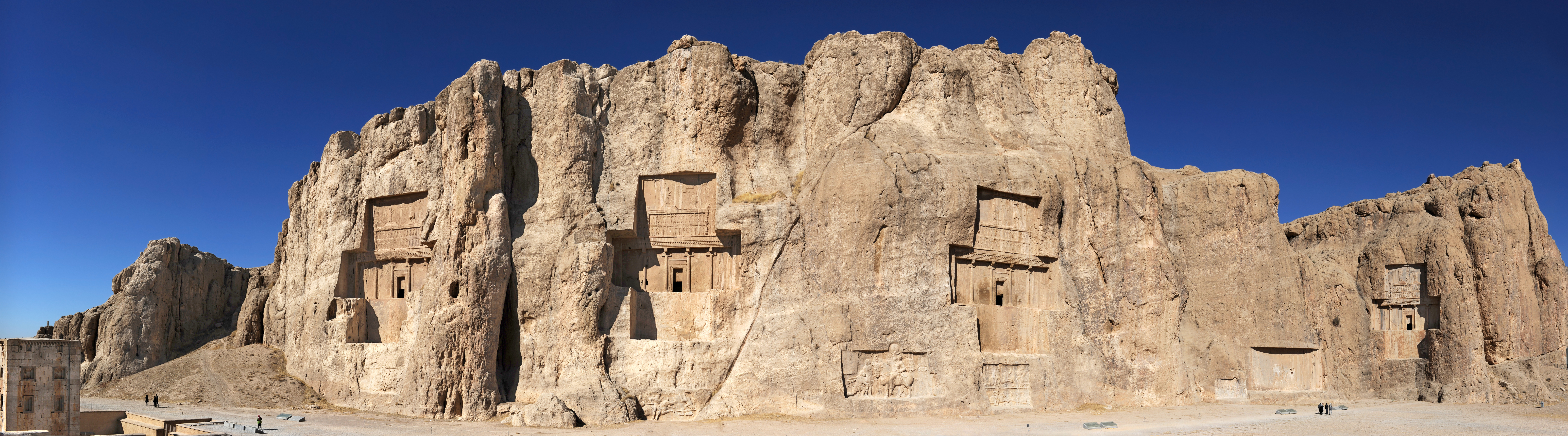
نقش رستم

## تقسیمات کشوری
شهرستان مرودشت دارای ۵ بخش، ۱۵ دهستان و ۷ شهر به شرح زیر است:
| بخش            | مرکز بخش | جمعیت بخش (۱۳۹۵) | دهستان         | مرکز دهستان | جمعیت دهستان (۱۳۹۵) | شهر                           | جمعیت شهر (۱۳۹۵)    |
| -------------- | -------- | ---------------- | -------------- | ----------- | ------------------- | ----------------------------- | ------------------- |
| مرکزی          | مرودشت   | ۲۱۱٬۱۶۳          | رامجرد یک      | کوه سبز     | ۹٬۹۹۴               | - مرودشت - زنگی‌آباد - فتح‌آباد | ۱۴۸٬۸۵۸ ۴٬۲۷۴ ۴٬۷۳۹ |
| مرکزی          | مرودشت   | ۲۱۱٬۱۶۳          | نقش رستم       | حاجی‌آباد    | ۹٬۹۲۲               | - مرودشت - زنگی‌آباد - فتح‌آباد | ۱۴۸٬۸۵۸ ۴٬۲۷۴ ۴٬۷۳۹ |
| مرکزی          | مرودشت   | ۲۱۱٬۱۶۳          | کناره          | کناره       | ۱۹٬۸۱۵              | - مرودشت - زنگی‌آباد - فتح‌آباد | ۱۴۸٬۸۵۸ ۴٬۲۷۴ ۴٬۷۳۹ |
| مرکزی          | مرودشت   | ۲۱۱٬۱۶۳          | رودبال         | فتح‌آباد     | ۱۰٬۳۷۶              | - مرودشت - زنگی‌آباد - فتح‌آباد | ۱۴۸٬۸۵۸ ۴٬۲۷۴ ۴٬۷۳۹ |
| مرکزی          | مرودشت   | ۲۱۱٬۱۶۳          | مجدآباد        | مجدآباد     | ۸٬۴۱۰               | - مرودشت - زنگی‌آباد - فتح‌آباد | ۱۴۸٬۸۵۸ ۴٬۲۷۴ ۴٬۷۳۹ |
| مرکزی          | مرودشت   | ۲۱۱٬۱۶۳          | محمدآباد       | محمدآباد    | ۹٬۵۱۵               | - مرودشت - زنگی‌آباد - فتح‌آباد | ۱۴۸٬۸۵۸ ۴٬۲۷۴ ۴٬۷۳۹ |
| درودزن         | رامجرد   | ۳۷٬۸۲۶           | درودزن         | درودزن      | ۱۱٬۴۴۹              | - رامجرد                      | ۲٬۵۵۰               |
| درودزن         | رامجرد   | ۳۷٬۸۲۶           | رامجرد دو      | رامجرد      | ۱۲٬۱۲۲              | - رامجرد                      | ۲٬۵۵۰               |
| درودزن         | رامجرد   | ۳۷٬۸۲۶           | ابرج           | بیدگل       | ۱۱٬۷۰۵              | - رامجرد                      | ۲٬۵۵۰               |
| سیدان          | سیدان    | ۳۲٬۸۵۰           | خفرک علیا      | سیدان       | ۵٬۴۵۰               | - سیدان - فاروق               | ۸٬۵۷۴ ۵٬۸۶۰         |
| سیدان          | سیدان    | ۳۲٬۸۵۰           | رحمت           | کره تاوی    | ۱۲٬۹۶۶              | - سیدان - فاروق               | ۸٬۵۷۴ ۵٬۸۶۰         |
| کامفیروز       | کامفیروز | ۱۹٬۸۹۸           | کامفیروز جنوبی | کامفیروز    | ۷٬۶۴۳               | - کامفیروز                    | ۳٬۷۱۳ ۴٬۰۹۷         |
| کامفیروز       | کامفیروز | ۱۹٬۸۹۸           | خرم مکان       | خرم مکان    | ۸٬۵۴۲               | - کامفیروز                    | ۳٬۷۱۳ ۴٬۰۹۷         |
| کامفیروز شمالی | خانیمن   | ۱۱٬۳۹۶           | کامفیروز شمالی | خانیمن      | ۲٬۷۸۵               | - خانیمن                      | ۳٬۰۲۰               |
| کامفیروز شمالی | خانیمن   | ۱۱٬۳۹۶           | گرمه           | گرمه        | ۵٬۵۹۱               | - خانیمن                      | ۳٬۰۲۰               |